# Karenna Elliott
Karenna Elliott (Cincinnati, 24 maggio 2000) è una sciatrice freestyle statunitense.

## Palmarès

### Coppa del Mondo
- Miglior piazzamento nella Coppa del Mondo di salti: 6ª nel 2024
- 2 podi:
  - 1 vittoria
  - 1 secondo posto

#### Coppa del Mondo - vittorie
| Data             | Località     | Paese  | Specialità |
| ---------------- | ------------ | ------ | ---------- |
| 10 febbraio 2024 | Lac-Beauport | Canada | AE         |

Legenda:

AE = Salti